# 試製十糎対戦車自走砲
試製十糎対戦車自走砲 カトは、大日本帝国陸軍の試作研究したオープントップの対戦車自走砲である。車体は製作途中で終戦を迎えたため完成した車両はない。

## 概要
砲のみ完成し、完全な車両は作られなかった。設計図では車体中央上部に、防盾のついた105mm対戦車砲を装備し、限定的な装甲の施されたオープントップ式の装軌車両である。
将来出現する連合軍の新型重戦車に対抗するために計画された対戦車車両であったが、方針転換により、火砲や戦車、トラックなどの陸上兵器を切り捨てる形で、航空兵器や防空火器にほとんどの予算資材を投入する運びとなり、量産化計画が凍結された。そのため、開発が停滞し終戦までに完成することはなかった。

### 経緯
1941年(昭和16年)12月、同盟国であるドイツを経た情報によると、日本陸軍の仮想敵であるソ連軍が使用する新型重戦車(KV-1としている)は75㎜を超える装甲を備え、これを撃破できる兵器は88㎜高射砲の徹甲弾か、105㎜以上の大口径徹甲榴弾のみというものだった。その為、日本陸軍は新たに自走式の75㎜級対戦車砲の計画を1942年（昭和17年）2月に建てたが、その後ドイツから得た情報では、ドイツが新たに開発した75㎜対戦車砲ですら、ソ連軍重戦車に対応するのがやっとであり、将来登場すると想定されたソ連の連合国軍の新型戦車には火力不足が懸念されていた。
1943年（昭和18年）6月30日、日本陸軍は軍需審議会幹事会において、当時、第一の仮想敵国であったソ連が運用する重戦車に対抗可能な対戦車砲が求められた。このためには口径105mmの対戦車砲が必要とされた。当初から、巨大で重量のある砲は人力で運用することが不可能とされ、試製十糎対戦車砲(カト砲)を自走式とすることで計画が進んだ。設計は1944年（昭和19年）1月着手、1945年（昭和20年）2月に実用試験の予定であった。以後開発が進み、砲のみは完成したが車体は完成せずに終わった。
前述の1943年6月30日の軍需審議会幹事会では、（十糎半加農として）距離約1,000mで200mm貫通が目標とされたが、これは軍需審議会幹事会以前から、ドイツ経由で開発が報じられていたフェルディナンド自走砲（エレファント重駆逐戦車）の200㎜の装甲厚および、それに対抗するために将来出現するであろうソ連軍の新鋭重戦車の予想性能をもとに導き出された要求値である。
その際、兵器行政本部の新美中佐と太田少佐は105mm徹甲弾で200mm貫通する条件を初速1000m/sかつ距離500～600m、初速約850m/sならば距離1,000mで約150mm貫通すると予想する発言をしている。距離約1,000mで200mm貫通という目標は、当時製造中の試製大威力十加の砲身材料を転用した本砲では実現困難だった。このために改めて砲を新開発する計画は立てられたが、実行には移されなかった。

## 構造

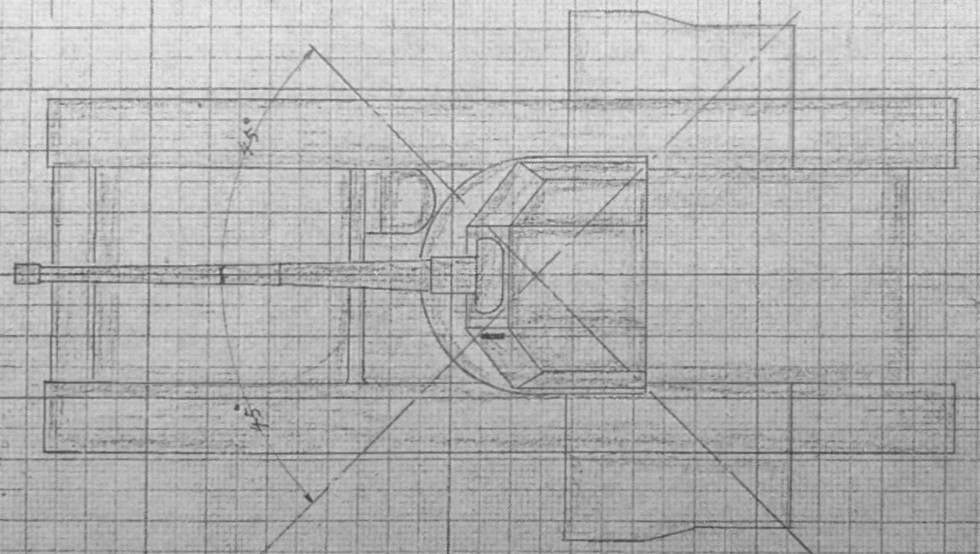
試製十糎対戦車自走砲 上面、 起案図

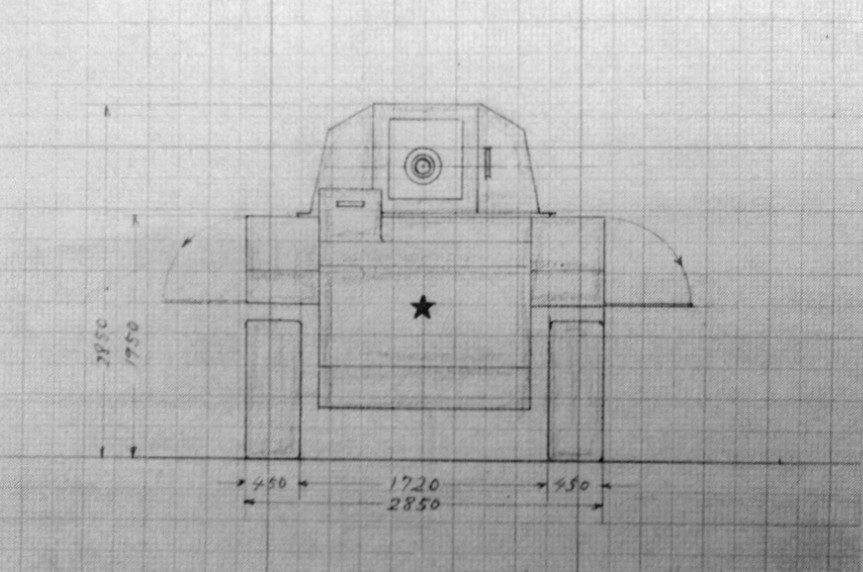
試製十糎対戦車自走砲 正面、 起案図

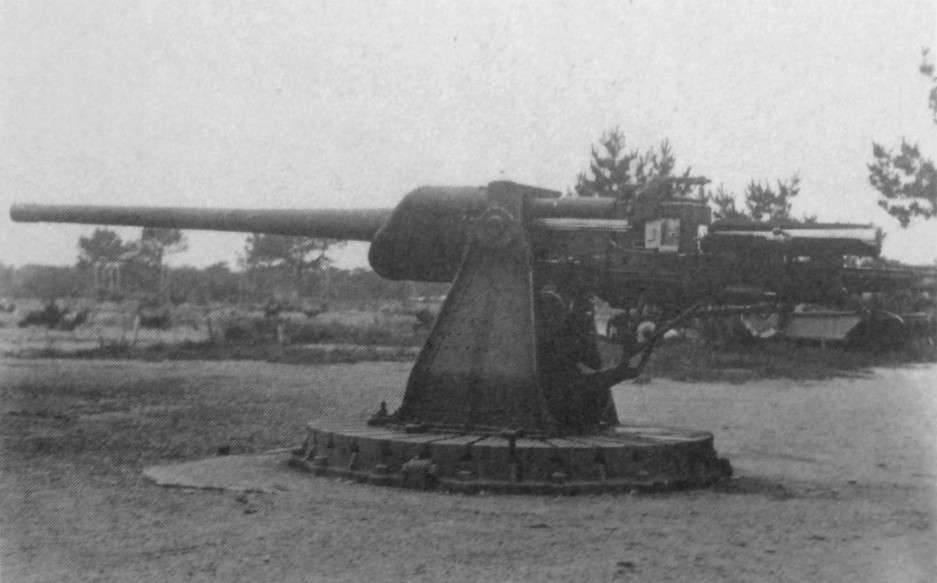
本車の試製十糎対戦車砲と同時期に開発され兄弟にあたる試製五式砲戦車の試製十糎戦車砲（長）。半自動装填装弾機が装着されている。

完成車体は存在しない。本車の車体は三菱重工業東京機器製作所にて試作され、終戦時には1輌が製作途中であり、エンジンは完成、車体は工程50%に達していた。
車体は新規設計である。車台は四式中戦車を利用することとされた。そのためエンジンや足回りなど多くが四式中戦車から流用されたと考えられる。起案図は試製七糎半対戦車自走砲 ナトに類似する。基本的にはオープントップの対戦車自走砲であり、限定された装甲しか持たなかった。車体前部に機関室を設け、その背後に操縦室、操縦室の後方は戦闘室が設けられた。車体ほぼ中央に防盾付きの十糎対戦車砲が装備された。巨大な砲尾の後座する空間と作業スペースの確保のため、戦闘室の側板を外へ倒し、張り出しにすることができた。この車体に弾薬45発を搭載する予定であった。十糎対戦車砲の射界は左右45度、俯仰マイナス10度からプラス20度とされた。
車体前部にはディーゼルエンジンが搭載され、400馬力を出力した。速度は40km/hが目標とされた。足回りは転輪8組のシーソー懸架、履帯幅は450mm、接地長4,840mmである。車体底面と地面とは400mmのクリアランスがある。装甲は前面25mm、側面20mm、上方12mm、全備重量は約30tとされた。乗員は6名である。
砲は新規開発された専用の試製十糎対戦車砲(カト砲)を用いた。設計は1944年（昭和19年）6月6日に終了、1945年（昭和20年）5月には2門が完成した。製作は大阪陸軍造兵廠である。1944年（昭和19年）2月7日の設計要目では、試製十糎対戦車砲(カト砲)は、口径105mm、ライフリング長4,720mm、高低射界-10度～+20度、全備重量約7tで、ライフリングは32本、深さ1mmであった。薬室を含めた砲身長は試製十糎戦車砲(ホリ砲)と同程度の5.759m（55口径）前後と思われる。初速約900m/sで弾量16kgの砲弾を射撃し、距離1,000mで150mm鋼板を貫通できた。
陸上自衛隊幹部学校戦史教官室の所蔵資料である近衛第三師団の調整資料「現有対戦車兵器資材効力概見表」によると、一〇〇TA（試製十糎対戦車砲）の徹甲弾は、射距離1000m/貫通鋼板厚175mmとなっている（射撃対象の防弾鋼板の種類や徹甲弾の弾種は記載されず不明）。
本砲は昭和20年3月に完成予定だったが、実際は2ヵ月遅れで研究が終了して終戦を迎えた。
砲弾は大型であり、起案図では全長969mmの弾薬（試製四式徹甲弾）と全長1,195.3mmの弾薬（試製十糎尖鋭弾）がある。重量は約30kgであり、弾量は16kgである。試製十糎対戦車砲と試製十糎戦車砲の薬室・弾薬の共通性に関して詳細は分かっておらず不明である。